# 雲

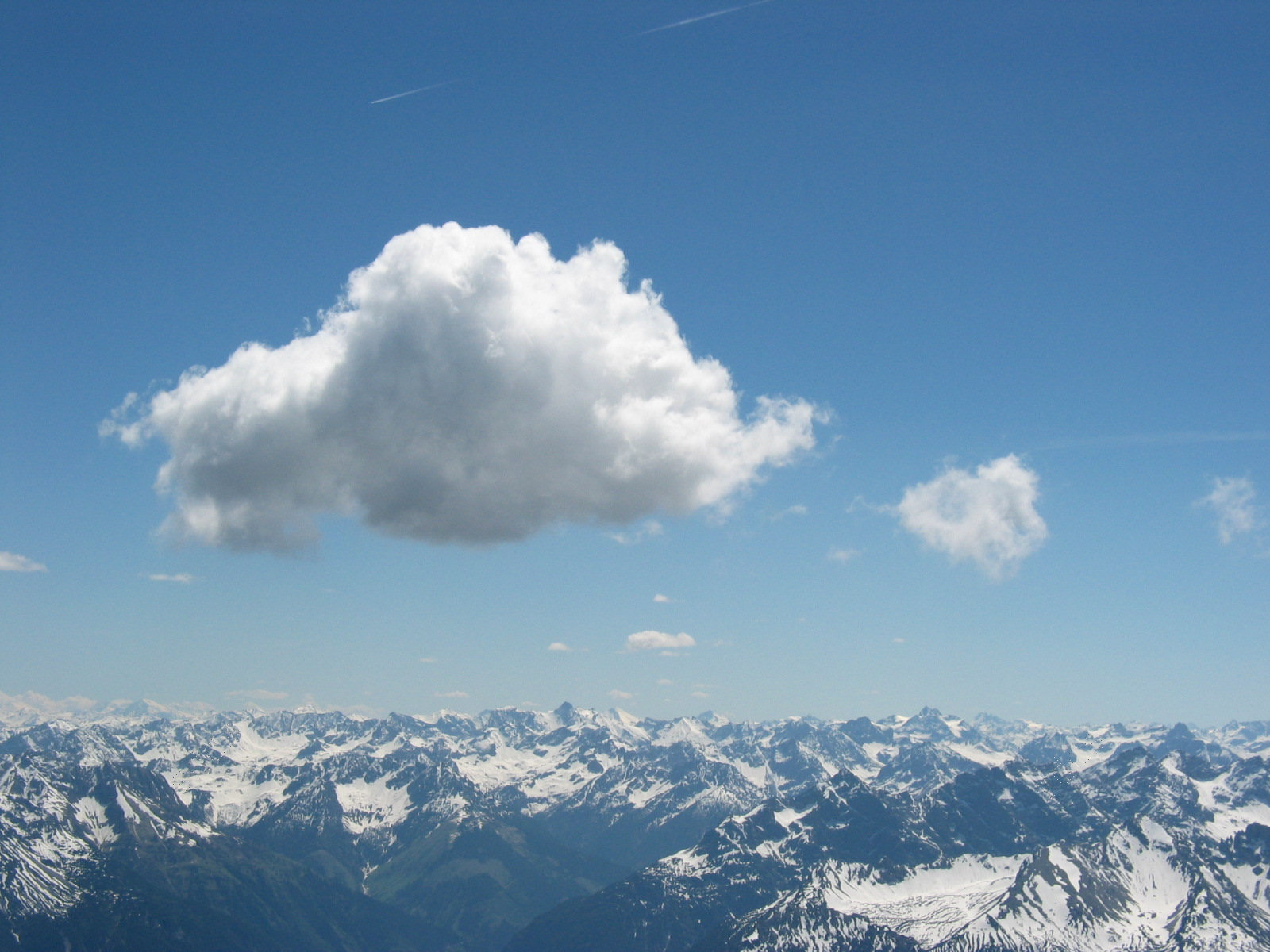
積雲

雲（くも）は、大気中にかたまって浮かぶ水滴または氷の粒（氷晶）のことをいう。雨や雪などの降水は雲の中で成長して地表へ落下する。
地球上のほとんどの雲は対流圏内で発生する。雲はその形や性質から十種雲形や種・変種などに分類される。なお、雲が地表に接しているものは霧という。
雲の粒子（雲粒）は大気中に浮かんで存在し、可視光線により人間の目に見えている。同様に、大気をもつ惑星表面において気体成分と液体・固体粒子が浮かぶものを雲と呼ぶ。

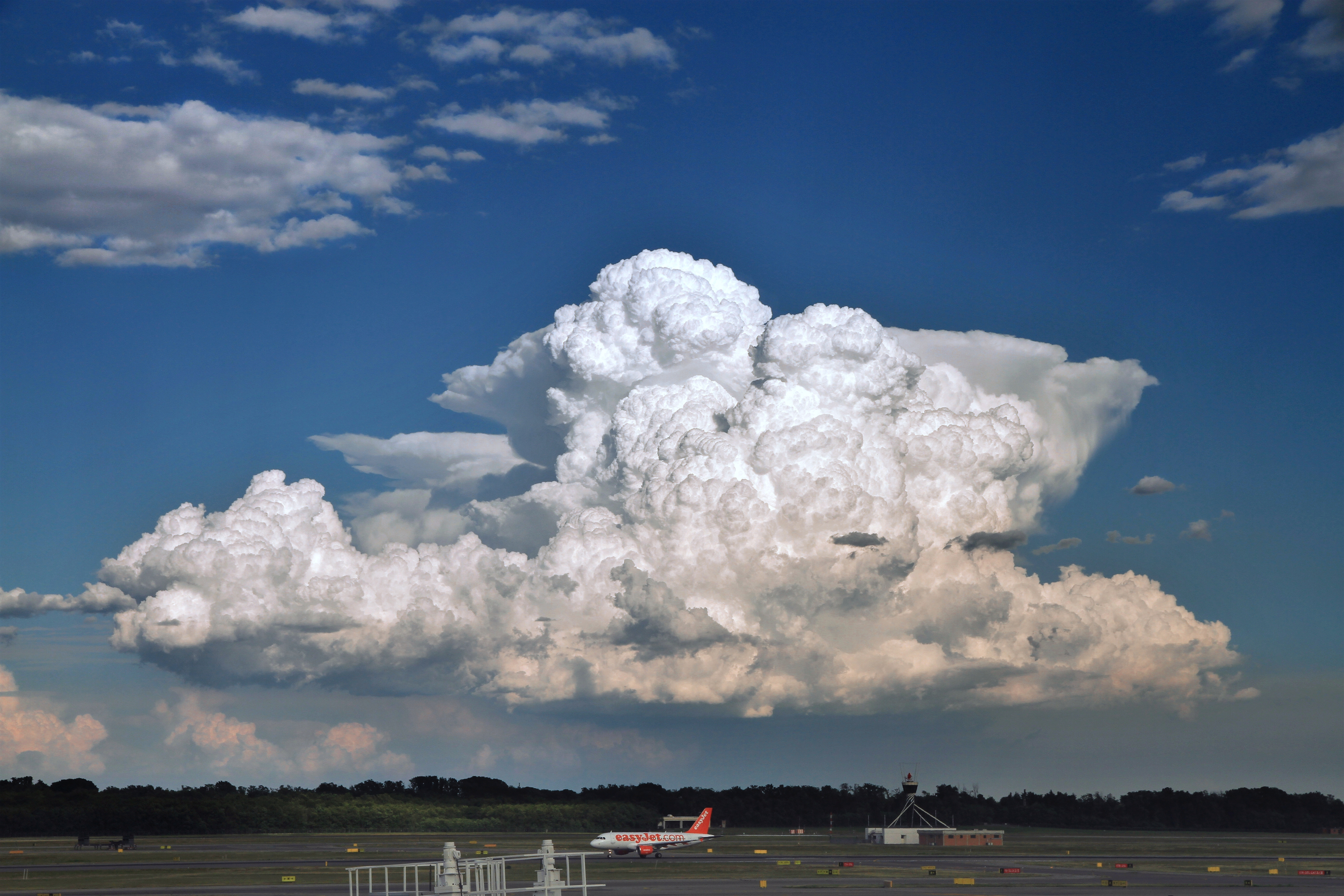
積乱雲全体を映した望遠写真

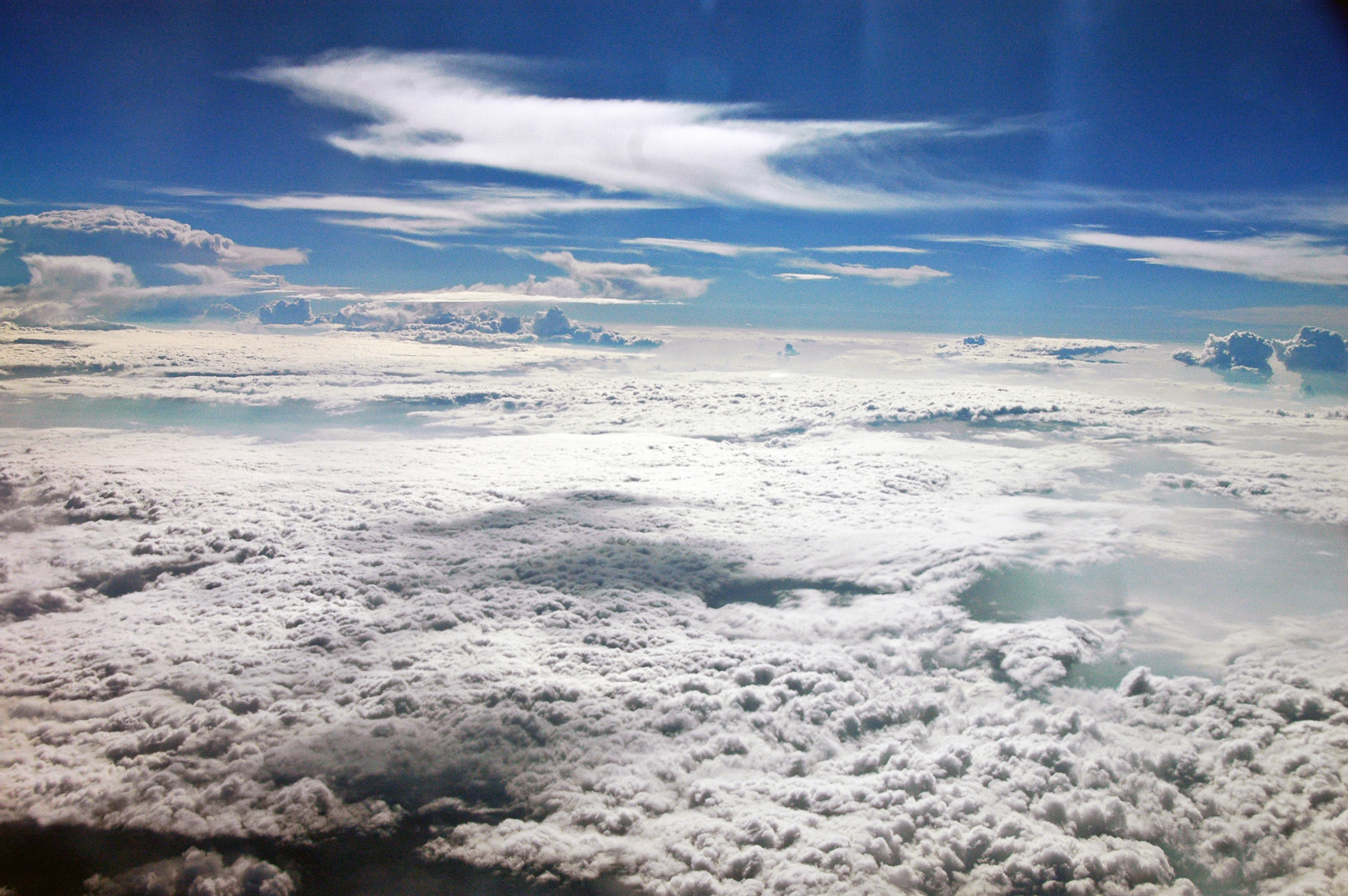
航空機から見たさまざまな雲

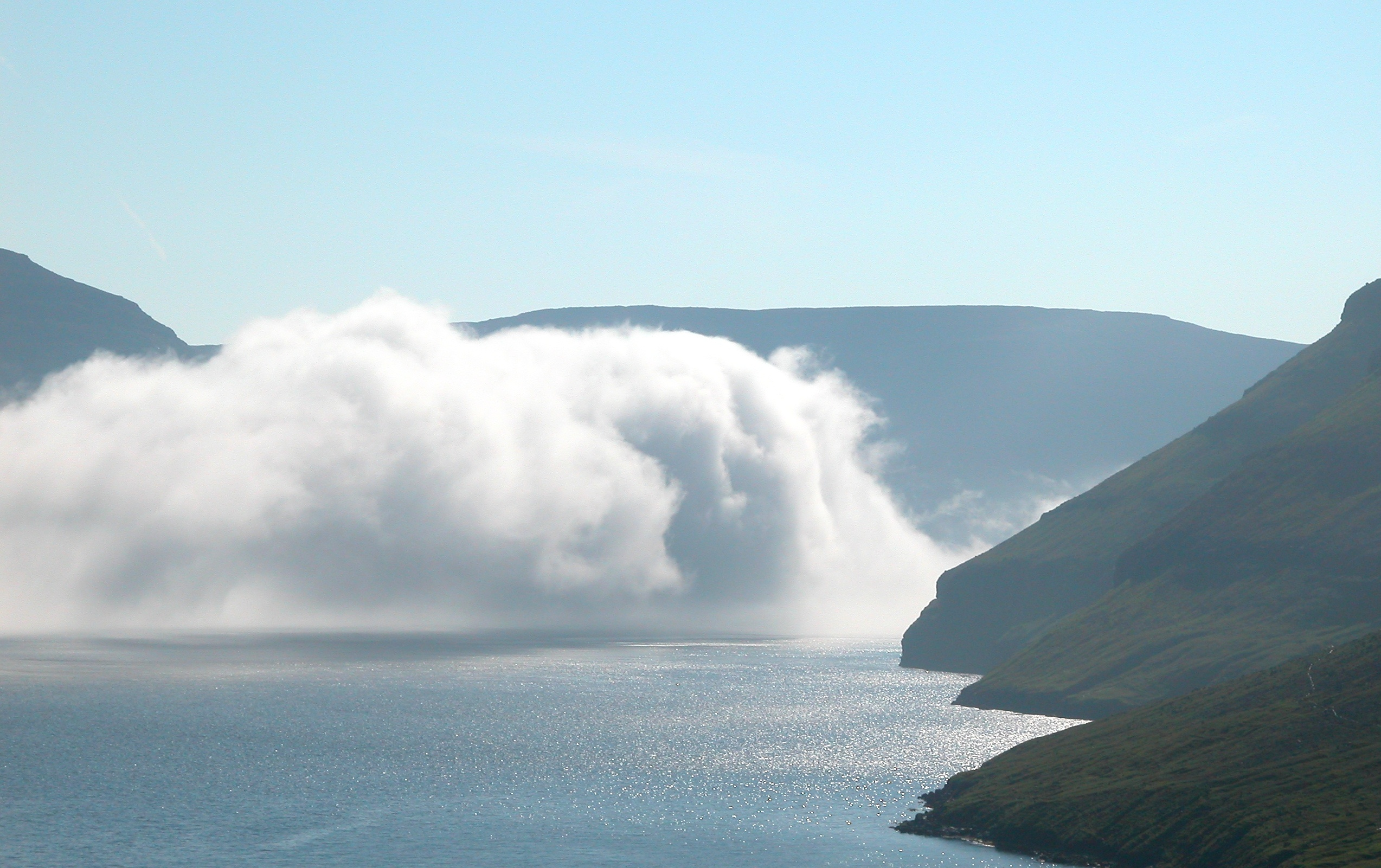
水面近くにできた層雲

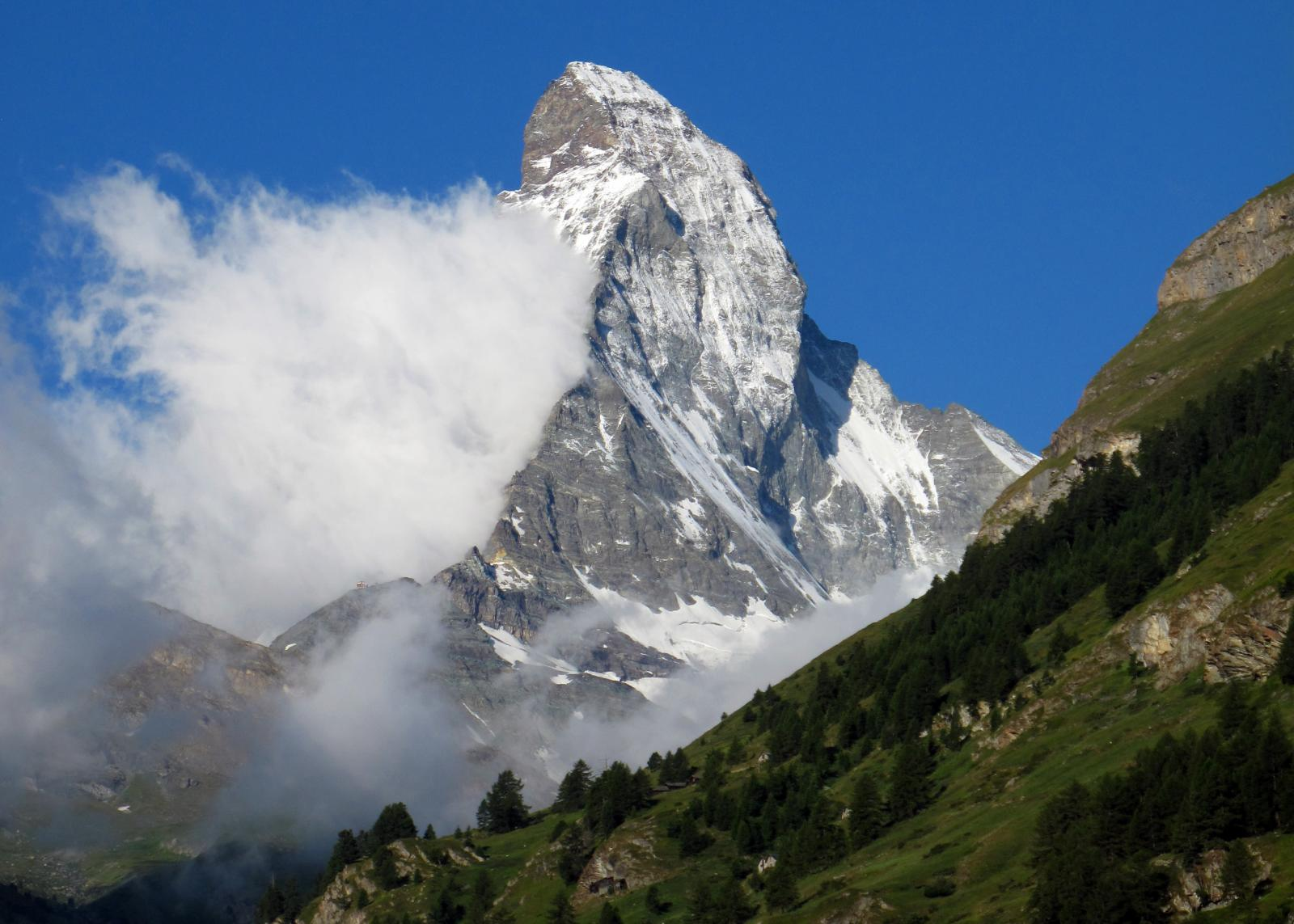
山頂の片側に生じた山旗雲

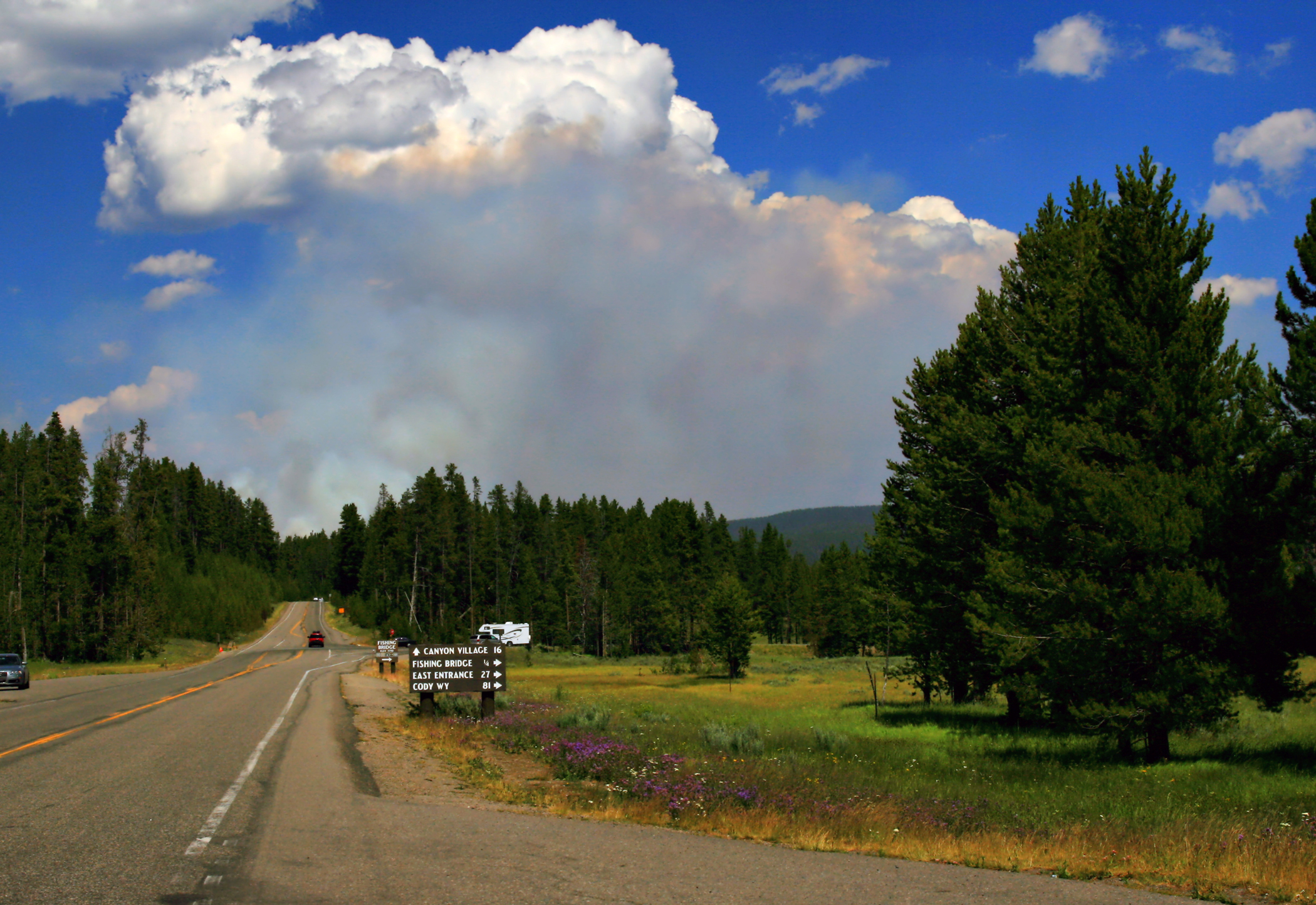
山火事の煙の上端に積雲が生じている

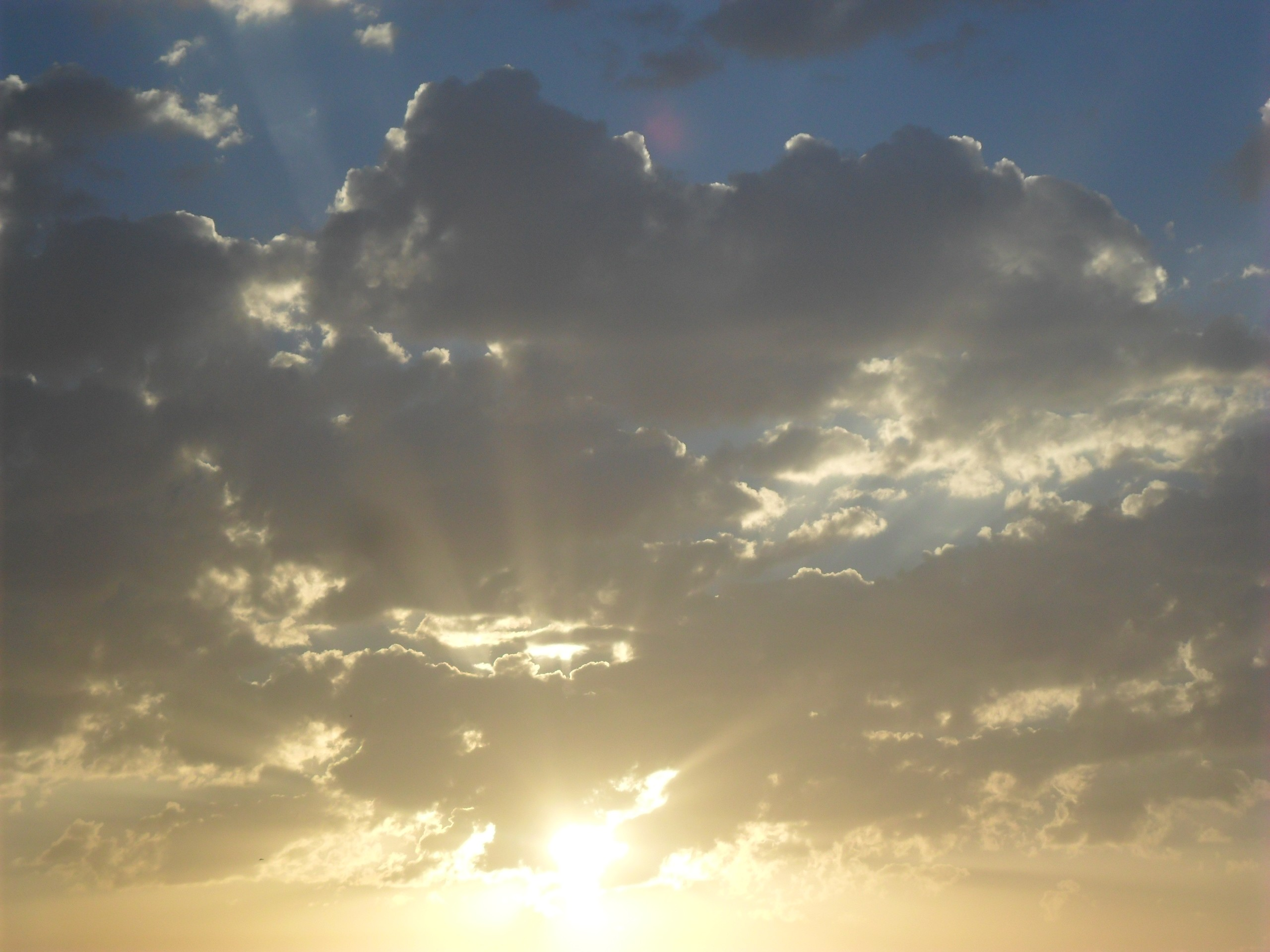
夕暮れの太陽と雲により光芒が差している

## 物理化学的特徴

### 成分
雲の粒子の成分はほとんど水であり、微量ながら水以外の成分、例えば土壌成分や火山噴出物、塵埃などからなる微粒子（エアロゾル）が混ざっているほか、空気の成分（窒素、酸素、二酸化炭素など）が溶解して雲となっている。
地球上のほとんどの雲は対流圏内で発生し、高さごとに特徴をもつ。一方、極地や高緯度地方の高度20 - 30km（成層圏）では、水のほか硫酸塩や硝酸塩から成る真珠母雲（極成層圏雲）が発生する。他方、高緯度地方の高度約80km（中間圏）で見られる夜光雲（極中間圏雲）は主に水からなるという報告がある。

### 形状
1つ1つの雲粒（水滴や氷晶）の大きさは、半径にして0.001mm - 0.01mm（1μm - 10μm）程度のものが多くを占める。このオーダーでは落下速度は約1cm/秒だが、大気中ではこれを上回る上昇気流がありふれて存在するので落下することはほとんどなく、いわば「空に浮かんだ」状態となる。雲の中での雲粒の数（密度）は、1m3あたり1000万 - 数百億程度である。
詳しくは降水過程参照。また、雨粒の成長の計算はメイスンの方程式(Mason equation)などにまとめられている。
氷晶は、六角柱、六角板、針状、樹枝状などの独特な結晶を形成する。氷晶がくっついて重なり成長したものが雪の粒子（雪片）である。

### 光学的特徴
たいていの場合、雲は白色や灰色に見えることが多い。白色に見えるのは雲粒が白色の太陽光を散乱するからだが、雲粒の大きさの粒子は可視光線領域のいずれの波長の光（色）も同じように散乱するミー散乱が起こっているので無彩色の白色となる。そして、厚みのある雲は灰色、特に雲の底の部分は黒色に近い暗い色に見えるが、これは濃度の高い雲粒により雲内で何度も太陽光が散乱・吸収された結果、雲を透過する光が弱まるためである。なお、雲からの光の反射率は雲水量が増え厚くなるとともに増加するが、ある程度で飽和のような状態となりそれ以上明るくはならなくなる。また、雲に入射する太陽光の色が赤みがかった色に変わる日の出や日の入り前後の時間は、雲の色も赤みがかかる。
なお、雲は分散系の中でもエアロゾルに分類できる。
また、雲粒を通して太陽光が回折、屈折、散乱などを起こすことで生じる大気光学現象はたくさんの種類がある。氷晶にみられるのが暈（ハロ）、環天頂アーク、環水平アーク、幻日など。水滴にみられるのが彩雲、光冠など。雨粒と異なり雲粒では色付いた虹はみられないが、雲粒が大きなとき白い虹（白虹）がみられる。

### 電気的性質
上昇気流が強い場合は、上昇や落下を繰り返すうち、雨粒や雪の結晶同士が衝突してさらに大きな粒となって落下する。これが雨・ひょう・雪。また、上昇や落下を繰り返すと霰や雹などの大きな氷粒になり、氷粒同士の衝突で静電気が発生し、それが蓄積されて雷の原因になる。

## 雲の形成
空気中の水蒸気と、それが凝結（凝縮ともいう）されて液体（水）になるか、凍結（凝固）または昇華されて固体（氷）になったもので雲が作られる。

### 水蒸気量（湿度）の観点から
大気中に含まれる水蒸気の量は環境により異なるが、一定量の大気中に存在できる水蒸気の最大量を（別の表現では湿度（相対湿度）100%のとき=飽和のときの水蒸気の量にあたるが）、飽和水蒸気量と呼び、物理的に定まっている。また、飽和水蒸気量は気温により変化し、冷たい大気ほどその量は少なくなる。例えば、20℃では17.2g/m3、0℃では4.85g/m3である。
水蒸気を含む湿った大気が冷やされると、湿度100%に達した（気温が露点温度に達した）ところで、その気温における飽和水蒸気量を超えた水蒸気が凝結し（低温下では昇華し）、雲粒が形成される（雲ができる）。
なお、水蒸気の凝結・昇華、また水滴の凍結には、微粒子（エアロゾル）の存在が不可欠である。雲粒（水滴や氷晶）は微粒子を「芯」にして形成され、このプロセスを核形成（雲核形成・氷晶核形成）という。
物理学の領域になるが、見かけ上凝結や蒸発が起こっていない気液平衡の状態にあっても、分子レベルでは、水分子が一時的に寄り集まって凝結したり、逆に離れて蒸発したりといった運動は起こっている。言い換えると、水滴が大きく成長できない状態である。水滴が自発的に成長できる大きさ（臨界半径）より大きくなるためには、不純物を含まない清浄な大気（純水）では気温0℃で相対湿度430%、-23℃で630%、17℃で350%とそれぞれ非常に大きな過飽和度が必要であることが、実験で確かめられている。実際の大気では200%を超える湿度が観測されることはないため、微粒子なしで水滴が形成（均質核形成）されるのは不可能と考えられる。
実際の大気には核となる微粒子が存在するので、相対湿度100%をわずかに超え、過飽和度1%（相対湿度101%）以下のレベルで雲粒が生成される。なお、微粒子によって水滴の核形成に作用し始める（活性化する）過飽和度や温度は異なり、作用が高い微粒子が存在する場合は、過飽和度0.1%でも雲粒が生成される。微粒子（エアロゾル）の種類は、海塩粒子、硫酸塩（硫酸アンモニウムなど）、土壌粒子や鉱物粒子（火山灰や黄砂を含む）、有機成分（バクテリアなど）を含むバイオエアロゾルなど。

### 熱力学の観点から
大気の冷却は、主に大気の上昇（上昇気流）によって起こる。大気が何らかの力を受けて上昇するとき、その気圧は減少して膨張する（断熱膨張）とともに、外部からではなく自ら温度を下げる（断熱冷却）。
このように断熱的に気温が下がる割合を断熱減率というが、飽和の有無により値が異なる。飽和していない大気の乾燥断熱減率は上昇100mにつき約1℃、飽和している大気の湿潤断熱減率は上昇100mにつき約0.6℃（温帯の地表付近における値で、気温や気圧により異なる）である。この差は、飽和した湿潤大気中では、上昇とともに凝結が進んで潜熱が放出され温められることで生じる。
一方、特に霧（地表に達した層雲）のなかには違う原因で生じるものもある。夜間の放射冷却により平野や盆地で見られる放射霧は、地表付近の大気が冷やされて生じる。冷たい海に暖かく湿った気流が入ったとき見られる移流霧（混合霧、海霧）は、海面で冷やされた大気と暖かく湿った大気が混ざり合い、冷却・加湿され生じる。暖かい川に冷たい気流が入ったとき見られる蒸気霧（川霧）は、移流霧の逆で、水面から暖かく湿った大気が上昇し冷たい大気と混ざり合い、冷却され生じる。また逆転層に覆われた低い層雲の下では、冷たい下降気流と雨粒の蒸発による冷却・加湿により、雲底が次第に低下、地表に近づいて霧になることがある。
また雲粒の大きさでは核形成の限界から、層状の雲では0 ℃から -10 ℃くらいまで、対流性の雲では -25 ℃くらいまで、ほとんどが過冷却水滴で構成され、またこれらより低く -40 ℃くらいまでは氷晶と過冷却の混在、 -40 ℃以下では氷晶が多い構成になると考えられている。

### 大局的気象の観点から
大気中において、上昇流により断熱冷却を引き起こすメカニズムはいくつかあるが、主なものを挙げる。
- 対流性: 日差し（太陽放射）による加熱は、地形の起伏や雲による遮蔽の有無などによりムラがあり、周囲よりも暖かい地表に接する空気は浮力を得て、上昇する[24]。特に、加熱に起因し山岳の尾根から湧き上がるような上昇流を熱上昇気流（サーマル）と呼ぶ。
- 収束性: 低気圧の中心や収束帯（シアーライン）でみられる。地表に接する大気の下層では、集まった大気がぶつかり、行き場を失って上空へ向かう[24][25]。
- 地形性
  - 滑昇風[24]: 風の穏やかな朝、谷間に安定成層が発達しているとき、斜面に接する大気は朝日に温められるが鉛直には上昇できず、尾根に向かって斜面に沿いゆるやかに上昇する。
  - 山岳波: 山などの起伏のある地形に沿って強い水平風（山越え気流）が吹くと、強制的に大気が持ち上げられる。尾根を越えると冷やされているため下降するが、再び温められ上昇、その後も上下に振動を繰り返すことでパターンが風下の上空、山から離れたところに伝播する。山に掛かるレンズ雲、笠雲、吊るし雲や、上空に見える波状雲、放射状雲をつくる[24][26]。
- 前線性: 暖気と寒気がぶつかる前線では、暖気が寒気の上に乗り上げ、前線面に沿って上昇する[24][27]。
  - 温暖前線の上昇流は比較的弱い。典型的には前線面に沿い、地上の前線に近い順に層雲、乱層雲、高層雲、高積雲、巻層雲、巻積雲、巻雲がみられる[27]。
  - 寒冷前線の上昇流は比較的強い。典型的には地上の前線の真上に積乱雲、その後面に層積雲や積雲、前面に積雲や層積雲、高積雲がみられる[27]。
  - 発達した積乱雲のそばでは、下降流が地表にぶつかって水平に流れ局地前線（ガストフロント）が形成され、これに沿ってアーチ雲がみられることがある[28]。
- 他の自然現象起源や人為起源
  - 山火事や火山の噴火、飛行機の航跡、工場の排熱などを起源に発生する雲がある[29][30][31]。

## 雲をつくる

### 雲をつくる実験
小規模なものであれば、雲を製造することは容易であり、理科の実験や身近にできる科学実験として、広く行われている。
密閉可能な容器の中を少し濡らし、線香の煙などの凝結（固）核を充満させて密閉し、ポンプなどで気圧を下げると、減圧冷却によって中の温度が露点を下回って凝結（固）をはじめ、雲ができる。
熱湯から立ち上る「湯気」、ドライアイスや氷から流れ落ちるような白い冷気、冬の寒い日に白くなる吐いた息、工場や排気などから出る白い蒸気なども、人工的に作ることができる雲だといえる。
また、普通の雲に比べて粒が大きい、霧吹きで作る水滴でも、風をうまくコントロールして空中に浮かべることができれば、雲だといえる。

### 「雲の種まき」
ただ、人工降雨は容易ではない。現状では、ヨウ化銀などの凝結（固）核を大量に散布することで雲の素をつくる「雲の種まき」が実用化の限度となっている。しかも、「雲の種まき」においても空気中の水蒸気が過飽和あるいはそれに近い状態になければ雲はできにくく、条件も限られる。

## 種類

主な雲種・変種の模式図

雲には多くの俗称があるが、学術分野では統一した分類と呼称がある。世界気象機関が発行する国際雲図帳に基づいて、雲は10の基本形（類、十種雲形）に分類され、さらに雲によっては数十の種・変種・副変種に分類できる。
この項目では基本形について解説する。種・変種・副変種や特殊な雲について詳しくは雲形を参照のこと。
現在の雲の分類は、ルーク・ハワードが4つに分類しラテン語名を付けたのが原型で1803年に論文が発表されている。同時期に博物学者ジャン＝バティスト・ラマルクも分類を行ったが広まらなかった。その後ヒルデブランドソン、ラルフ・アバークロンビーはタイプ写真による雲形図を作成、世界中で共通の分類が行えることを確認して分類を提案した。更に国際気象会議による議論を経て、十種雲形を定めた『国際雲図帳』の発行（1896年）に至る。

### 基本の雲
| 高度   | 類 学術名, 略号                       | 主な俗称 特徴 |
| ------ | ------------------------------------- | --- |
| 上層雲 | 巻雲 けんうん Cirrus, Ci              | すじ雲 はね雲 しらす雲 ※以前は絹雲と称した 白色 すじ状、毛状                                                                          |
| 上層雲 | 巻積雲 けんせきうん Cirrocumulus, Cc  | うろこ雲 いわし雲 さば雲 白色 うろこ状に分布 視直径1度以下の小さな雲片の集団 陰影がない                                               |
| 上層雲 | 巻層雲 けんそううん Cirrostratus, Cs  | うす雲 白色 ベール状 陰影がある 暈が生じうる                                                                                          |
| 中層雲 | 高積雲 こうせきうん Altocumulus, Ac   | ひつじ雲 むら雲 まだら雲 (うろこ雲) 白色で影が灰色 まだら状に分布 視直径1度 - 5度のやや小さな雲片の集団 陰影がある                    |
| 中層雲 | 高層雲 こうそううん Altostratus, As   | おぼろ雲 灰色 太陽を覆いぼんやりと霞む                                                                                                |
| 中層雲 | 乱層雲 らんそううん Nimbostratus, Ns  | 雨雲 雪雲 灰色、暗灰色 連続した雨や雪を伴う                                                                                           |
| 下層雲 | 層積雲 そうせきうん Stratocumulus, Sc | うね雲 かさばり雲 くもり雲 白色や灰色 団塊状、ロール状 視直径5度以上の塊                                                              |
| 下層雲 | 層雲 そううん Stratus, St             | 霧雲 白色、灰色 ぼやけた霧状 |
| 下層雲 | 積雲 せきうん Cumulus, Cu             | 綿雲 積み雲 入道雲 白色で濃い陰影をもつ 下面が水平 上面がドーム形 対流により上空へ発達する                                            |
| 下層雲 | 積乱雲 せきらんうん Cumulonimbus, Cb  | 雷雲 入道雲 かなとこ雲 白色で濃い陰影をもつ 上空へ大きく発達したもの 下面が水平 上面がドーム形またはつぶれ横に広がる 強い雨や雷を伴う |

なお、乱層雲は上層や下層にもつながっていることがある。高層雲は上層にもつながっていることがある。発達した積雲や積乱雲は雲頂が中層や上層に達する。
| 層   | 高緯度（極・寒帯） | 中緯度（温帯） | 低緯度（熱帯） |
| ---- | ------------------ | -------------- | -------------- |
| 上層 | 3 - 8 km           | 5 - 13 km      | 6 - 18 km      |
| 中層 | 2 - 4km            | 2 - 7 km       | 2 - 8 km       |
| 下層 | 地表 - 2 km        | 地表 - 2 km    | 地表 - 2 km    |

十種雲形の写真例
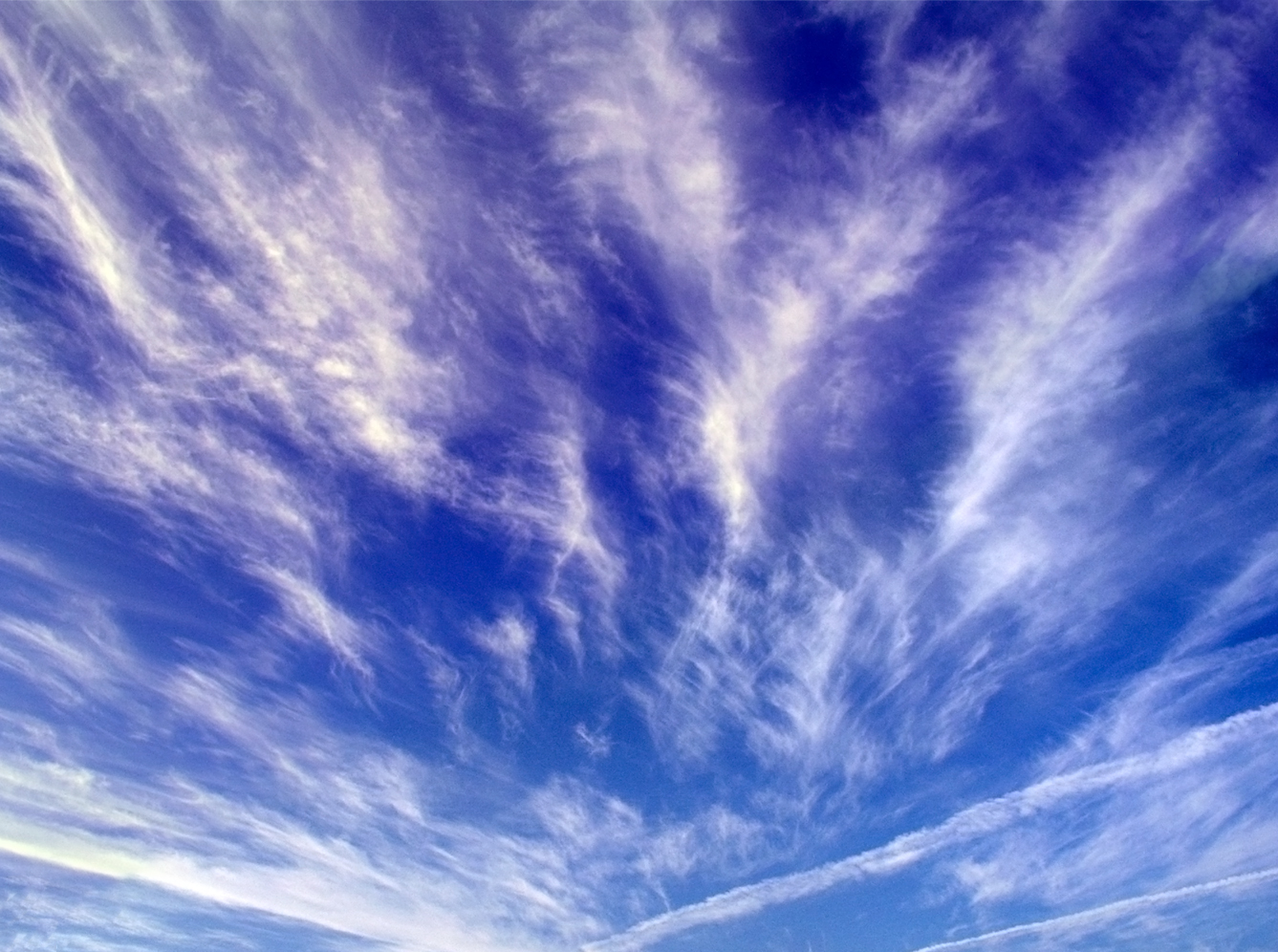
巻雲
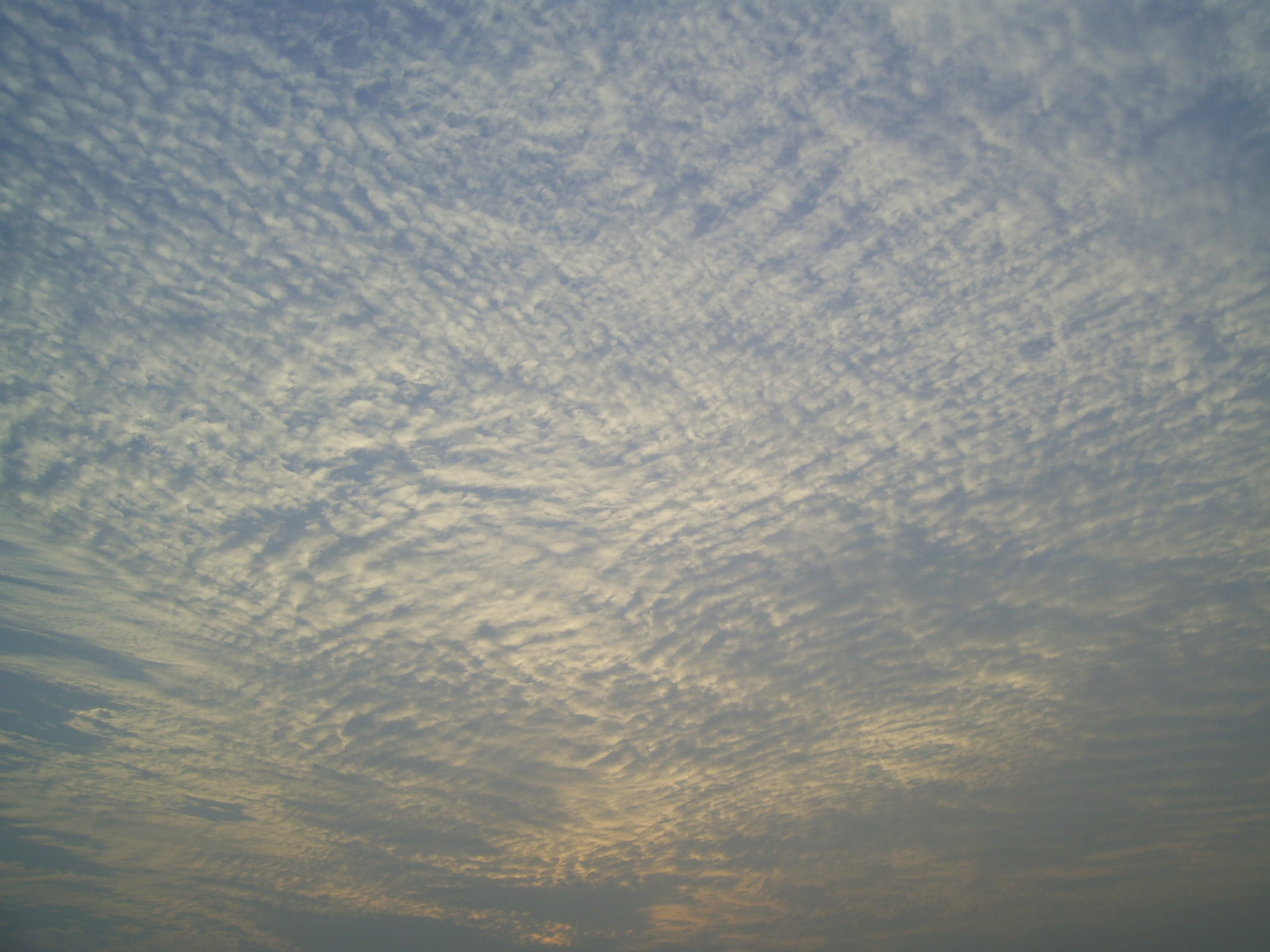
巻積雲
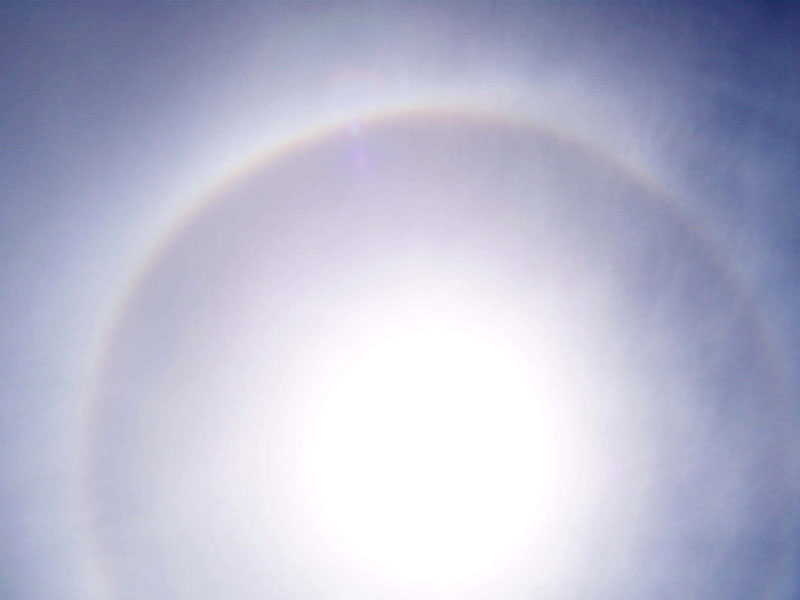
巻層雲
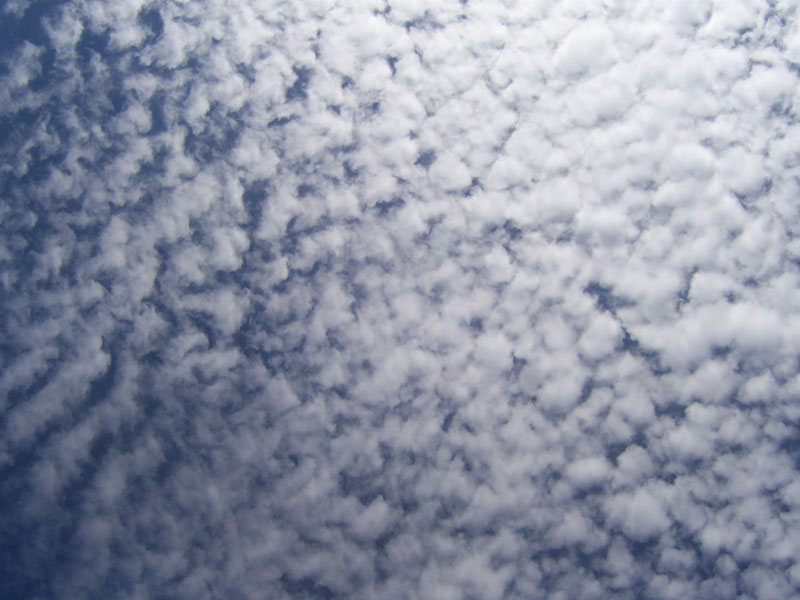
高積雲
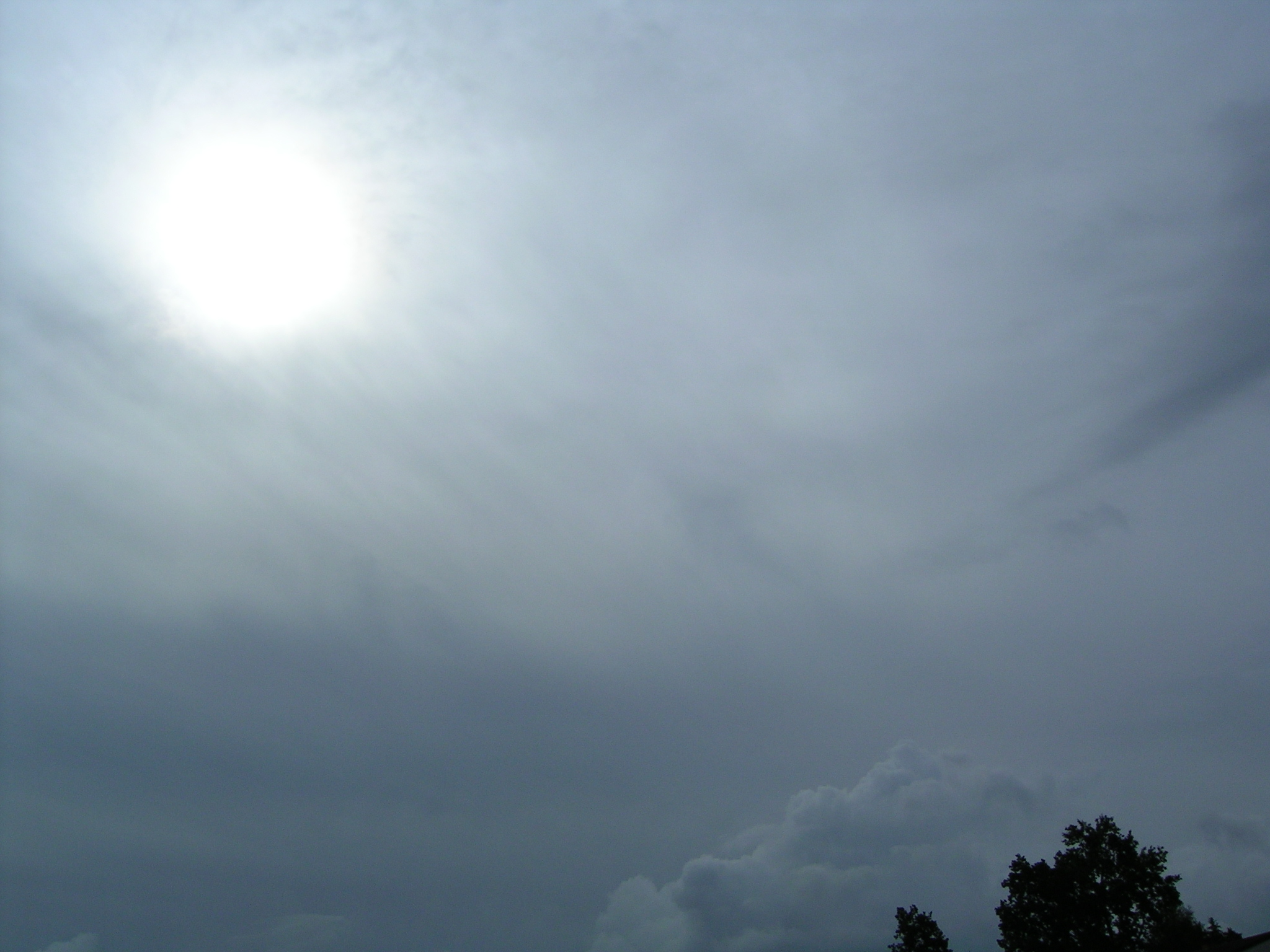
高層雲
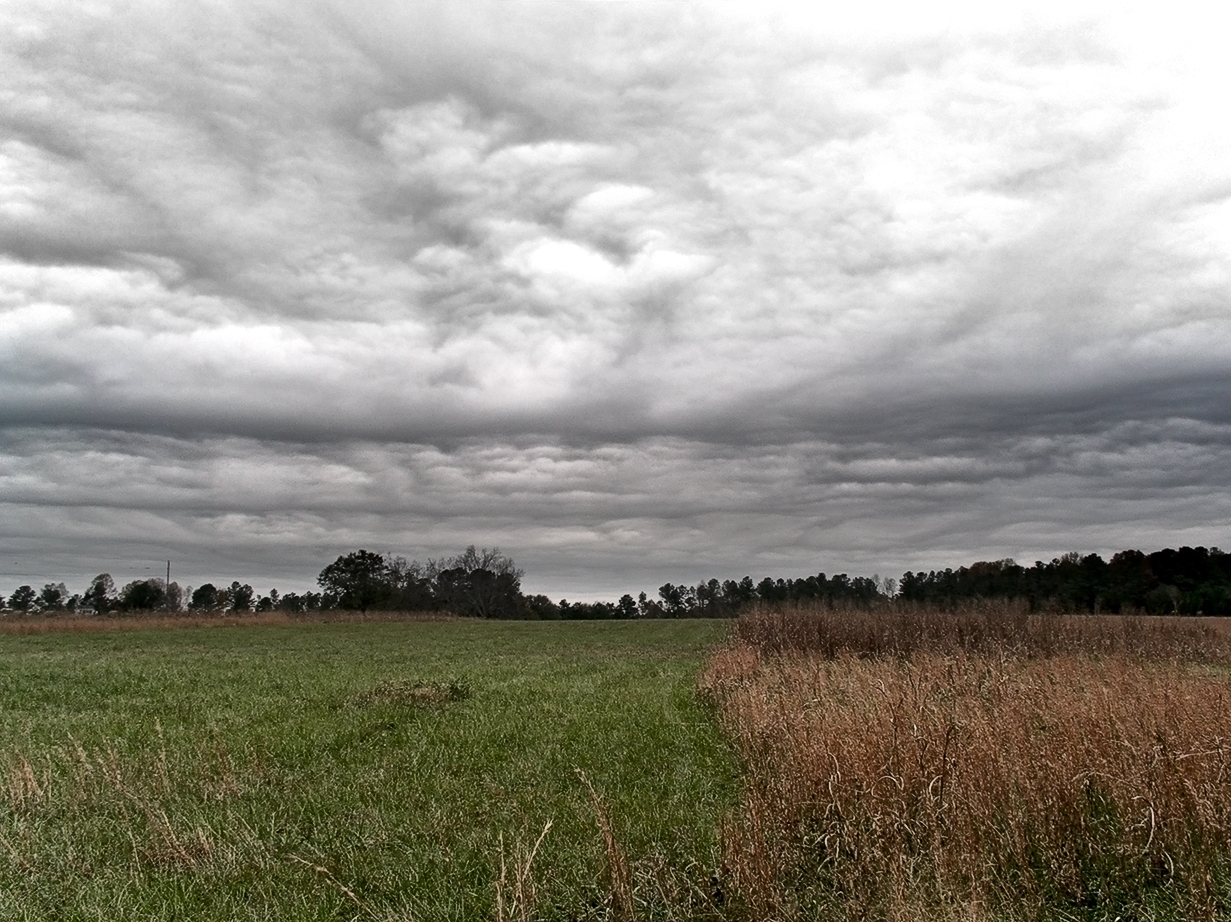
乱層雲
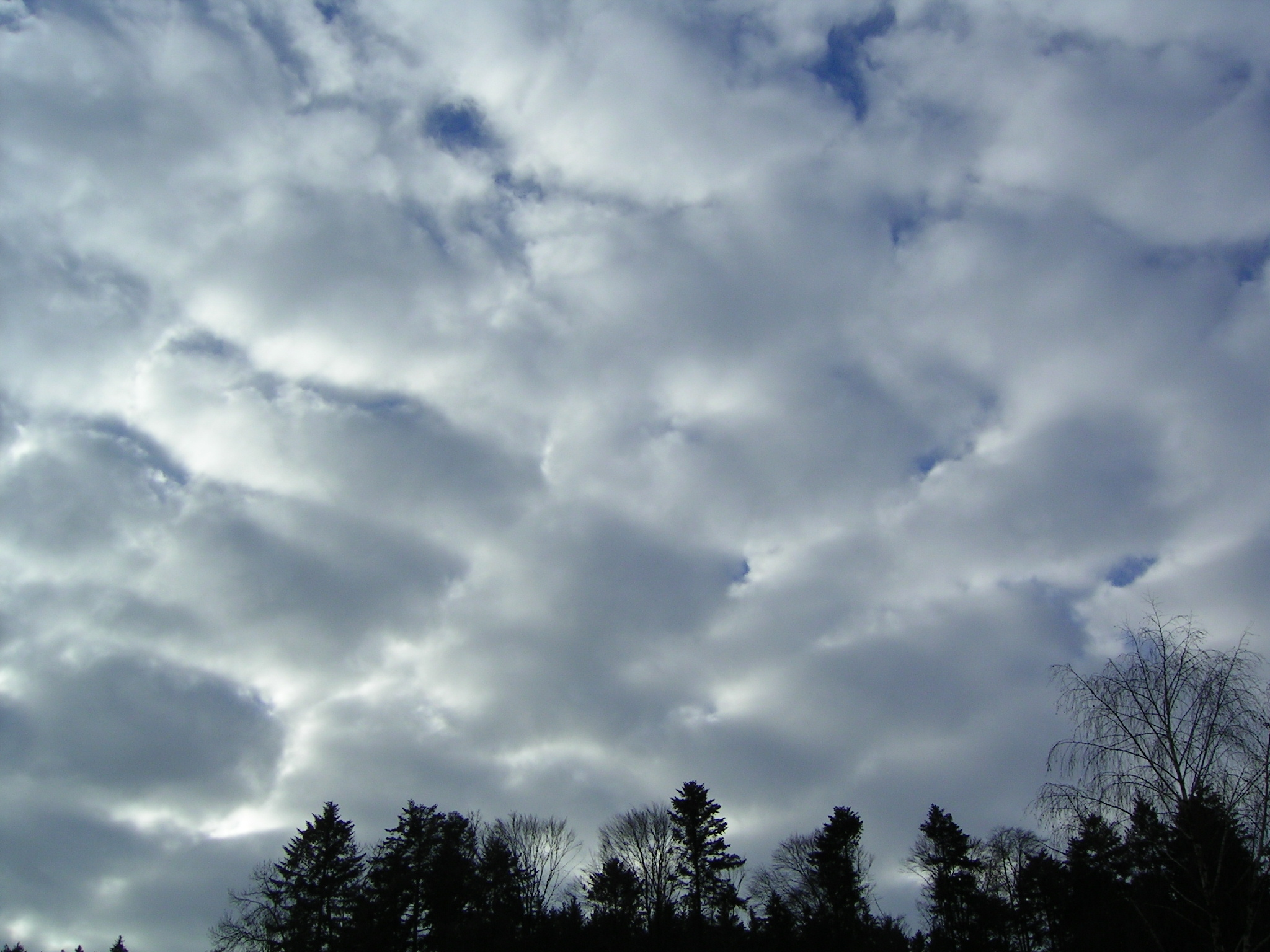
層積雲
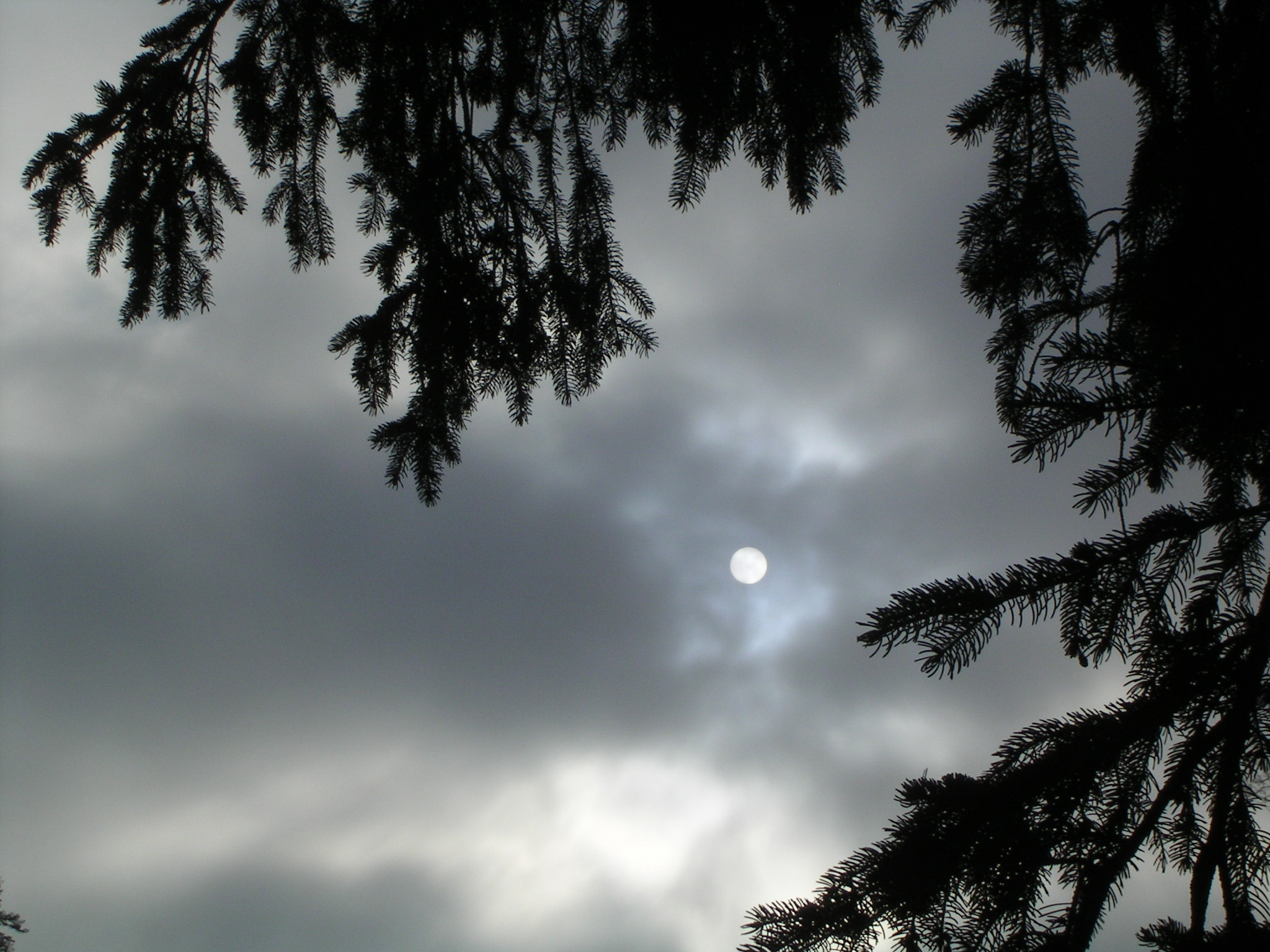
層雲
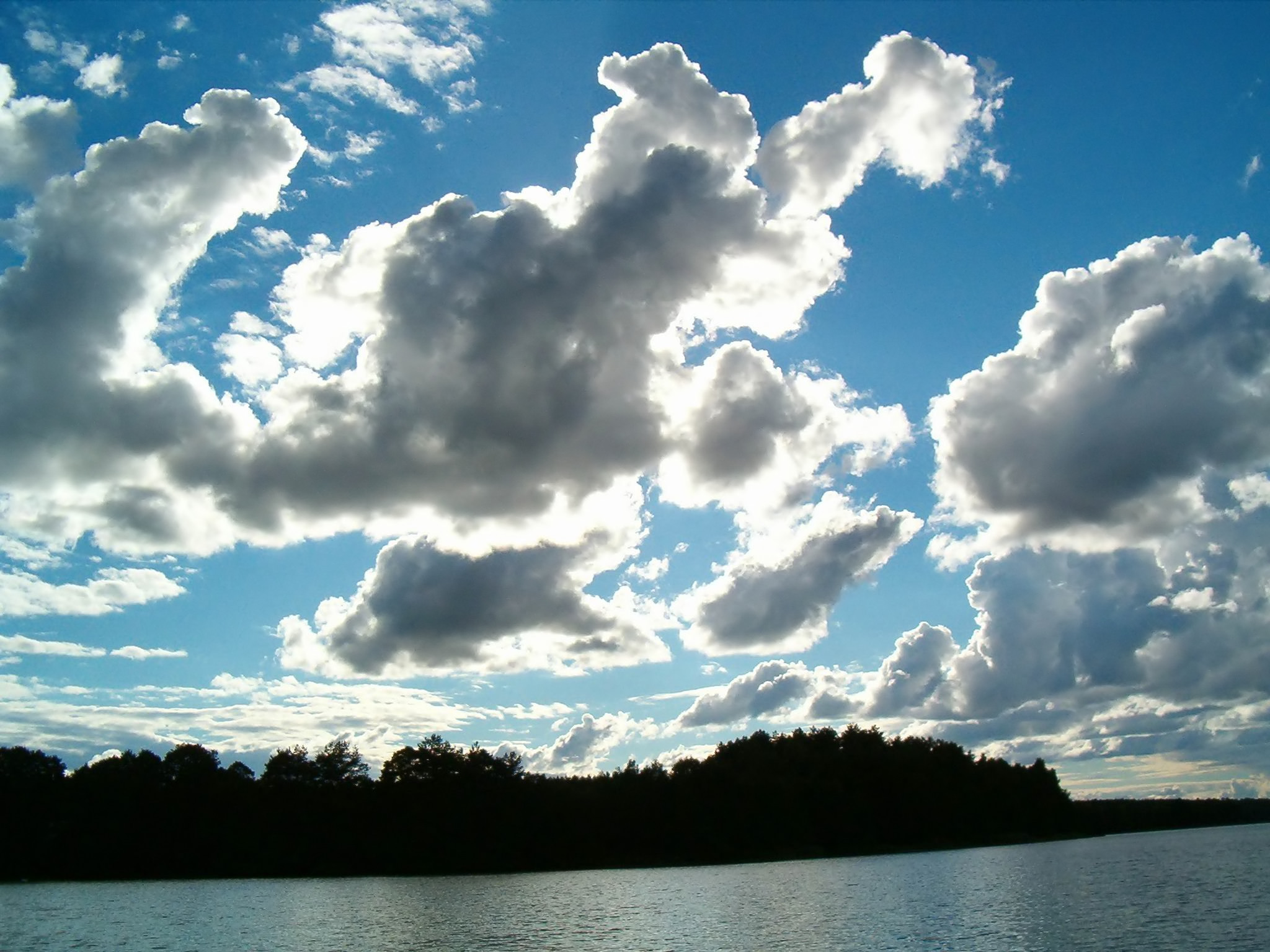
積雲
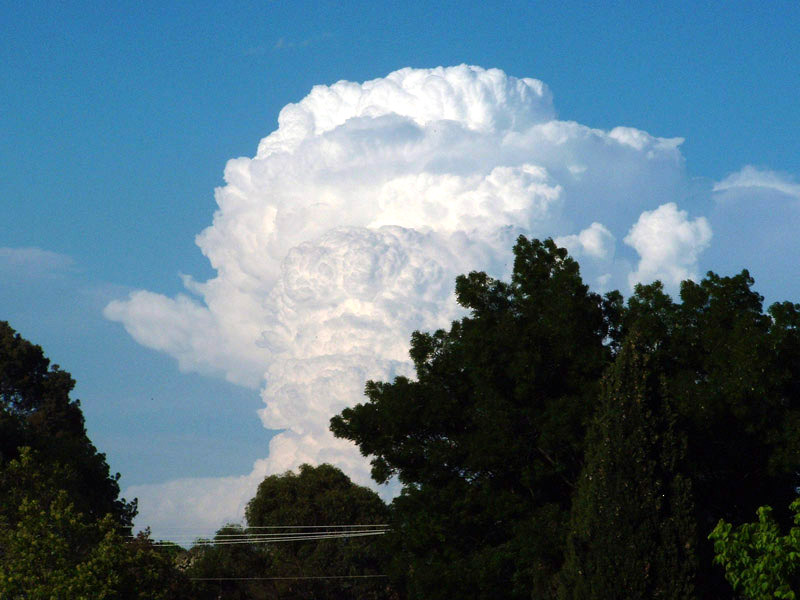
積乱雲

国際雲図帳1932年版では、巻雲、巻積雲、巻層雲からなる上層雲、高積雲、高層雲からなる中層雲、乱層雲、層積雲、層雲からなる下層雲、積雲、積乱雲からなる対流雲、さらに上層雲、中層雲、下層雲を層状雲とする大分類を行っていた。1956年版の改正でこの大分類が上層雲、中層雲、下層雲の3つに変更され出現高度も修正、乱層雲は下層雲から中層雲に変更、また種・変種・副変種の分類が再編整理されている。近年でも資料によっては、特にしゅう雨性降水をもたらす対流性の雲（積雲と積乱雲）の説明の意味もあって、対流雲の区分が用いられている場合がある。

### 中層大気の雲
対流圏以上の中層大気にできる雲として、以下のものがある。
- 成層圏
  - 極成層雲（真珠母雲）
- 中間圏
  - 夜光雲

## 雲の研究史
20世紀に入ってからは上空の気温や風をラジオゾンデなどの高層気象観測で直接測定できるようになったが、19世紀までは、気象学に雲の形や動きなどと気象現象の対応を研究する雲学（くもがく, nephology）という分野があり、天気予報の重要な資料として活かされていた。

## 観測
雲は測雲器若しくは測雲気球などの器具を用い、または目視によって観測される（気象業務法第1条の2、気象業務法第1条の3も参照）。雲量は天気の基準のひとつで、雲量8/10以下を晴れ、9/10以上をくもりという。
また、レーダーでも雲を観測できる（雲高計）。雲粒は雨粒や雪片よりも小さいため、レーダー電波の波長は降雨レーダーより小さいものを用いる。波長1mm - 10mm程度のミリ波を用いることが多い。ただ、地上や航空機搭載のレーダーによる雲の観測は、観測範囲が狭く、用途は規模の小さい気象現象の観測や飛行用などに限られる。
広い気象状態を捉えるには、気象衛星による観測が行われる。気象庁では静止衛星ひまわりにより、宇宙から雲などの観測を実施している。複数の波長の可視光線、雲が放射する赤外線を通して雲の分布を観測している。マイクロ波やミリ波の利用も拡大しつつある。赤外線に関しては、大気成分に吸収されて観測できない波長が多いので、その影響が少ない大気の窓領域の波長を観測している。

## 気候との関係
地球の表面を広く覆う雲は、その様態により、太陽光を反射して地表を冷やす効果を生じたり、反対に地表からの赤外線放射（外向き長波放射）を吸収して地表の冷却を抑える（温める）効果を生じたりする。どちらに作用するかは、雲の高さや厚さ、雲粒の大きさや凝結核の構成などによって異なる。低い厚い雲は冷却、高く薄い雲は加熱の効果をもつと考えられている。研究によれば、地球全体の平均では、反射率（アルベド、雲アルベド）の効果、冷却効果の方が上回ると考えられている。
大気汚染によるエアロゾルの増加は、それ自身は地表に届く太陽光を減少させ冷やす日傘効果をもつ一方で、雲の物理過程に作用して天候への間接的効果をもっている。積乱雲に伴う降水において、降水を増やす傾向があるとの研究がある。低湿度下の低い雲では、雲粒の粒径増加を遅らせるため、反射率を上げ雲の寿命は長くなり、降水量は減る。ただ、地球の気候変動のレベルで気温を下げるのか上げるのか、その値がどれくらいかの評価には幅がある。

## 地球以外の雲
大気を持つ太陽系の惑星のほとんどでは、地球と同じように雲が発生する。金星はほぼ全体を雲が覆い、高度50 kmから70 kmに分厚い硫酸の雲の層がある。火星では水が成分の雲がわずかに生じる。木星や土星も全体をアンモニアなどの雲が覆い、表面の模様を形成している。天王星や海王星はメタンでできた雲がある。また、土星の衛星のタイタンにもメタンの雲らしきものがあることが分かっている。